# Economia do Amazonas
O Amazonas é o segundo estado mais rico da região Norte do Brasil. Em 2018, seu PIB somou R$ 100,1 bilhões ou 1,4% do PIB nacional. A economia amazonense é diversificada, composta por polos agropecuários, indústrias (alimentos, bebidas, construção civil, eletroeletrônicos, duas rodas, naval, mecânica, siderúrgica, petroquímica, plástica e termoplástica), bem como o setor terciário (comércio, comunicação, transportes, turismo, ecoturismo na Amazônia e demais serviços), que é responsável pela metade da economia do estado.
Localizado no centro da maior floresta tropical do mundo, o estado do Amazonas possui mais de 95% do seu bioma preservado. Aliando seu potencial ecológico a uma política econômica embasada na sustentabilidade, a capital amazonense tornou-se um grande centro de negócios e serviços para o país, destacando-se como a quarta cidade mais rica do Brasil em 2002. Devido à Grande Recessão, iniciada em 2007, a participação da indústria na economia de Manaus diminuiu bastante. Mais tarde, de janeiro a abril de 2015, foi o quinto município que mais perdeu postos de trabalho com carteira assinada em decorrência da crise econômica de 2014 no país. Atualmente, a capital do Amazonas ocupa a sexta colocação no PIB nacional.
Na Região Metropolitana de Manaus aparece Itacoatiara como a terceira maior economia do estado. Fato explicado pela sua localização considerada estratégica, servindo como um grande polo logístico exportador de grãos oriundos do Centro-Oeste do país. Já o município de Manacapuru, também na Grande Manaus, destaca-se no setor primário, colocando o Amazonas como o maior produtor de juta e malva do país. No interior do estado, aparece o município de Coari, com a produção de petróleo e gás natural em larga escala na Província Petrolífera de Urucu, sendo a maior reserva terrestre de petróleo e gás natural do Brasil.
Basicamente, cinco dos grandes rios do Brasil estão localizados no estado do Amazonas, fazendo que muito de seus rios, afluentes e subafluentes tornem-se ótimos para a navegação facilitando o fluxo de bens para outras partes do Brasil e países vizinhos desnecessitando a abertura de novas estradas na selva, onde também pode se tornar prejudicial para a economia do próprio estado.

## Setor primário
Os principais produtos do extrativismo vegetal do estado do Amazonas são: banana, madeira, melancia, guaraná, borracha, castanha-da-amazônia (maior produtor do país), tucumã, cacau, graviola, pupunha, cupuaçu, essências, óleos de copaíba, andiroba, piaçava, coco, açaí e bacuri. A extração mineral está em expansão e os minérios mais importantes são: bauxita, ferro, sal-gema, manganês, linhita, ouro e cassiterita, a extração desses minérios ocorrem principalmente nos municípios de Presidente Figueiredo e Novo Aripuanã onde também são extraídos diamantes, níquel, cobre, calcário, gipsita, chumbo, caulim e estanho.
A agricultura é praticada como forma de subsistência. Nas fazendas industriais existentes no estado os principais produtos produzidos são: juta e malva, (maior produtor do país) guaraná (com destaque ao município de Maués), mandioca, banana, cana-de-açúcar, feijão, laranja, cupuaçu, milho e pimenta-do-reino, enquanto na pecuária, apresenta gado bovino, suíno e bubalino (esse em pequena escala), existe também um pólo piscicultor, alguns especialmente na criação de peixes ornamentais como acará-bandeira e o tetra-cardeal e a exportação de peixes amazônicos mais consumidos como pirarucu, tambaqui, matrinxã, tucunaré e jaraqui. O sul do estado é a região onde ocorre com mais frequência a agricultura e pecuária, principalmente nos municípios de Apuí, Humaitá, Novo Aripuanã e Manicoré, a pecuária também destaca-se nos municípios de Autazes e Careiro da Várzea.

## Setor secundário
A indústria é a segunda maior fonte geradora de renda na economia do Amazonas. Após o fim do ciclo da borracha, a extração do látex deu lugar à indústria, com a implantação da Zona Franca de Manaus, em 1967. A indústria petroquímica também está presente na economia do estado. A Refinaria Isaac Sabbá, localizada às margens do rio Negro, em Manaus, iniciou suas operações em 6 de setembro de 1956 com a denominação de Companhia de Petróleo da Amazônia (Copam). Fundada pelo empresário Isaac Sabbá, a refinaria foi inaugurada oficialmente em 3 de janeiro de 1957, com a presença do Presidente Juscelino Kubitschek. Desde o ano 2000, a refinaria opera com capacidade de processamento de 7 milhões e 300 mil litros de petróleo por dia, ou seja, 46 mil barris por dia. Em junho de 2012, o Amazonas foi o terceiro estado que mais contribuiu para a produção média de petróleo e gás da Petrobrás, dentre as dez unidades da federação produtoras, ficando atrás somente de Rio de Janeiro e Espírito Santo.
- Região Metropolitana de Manaus: maior polo de riqueza regional, concentra a maior parte das indústrias presentes no estado do Amazonas, onde a Grande Manaus detém o maior PIB da região Norte do Brasil.[25] O faturamento desse polo é em média cerca de US$ 18,9 bilhões por ano, com exportações superiores a US$ 2,2 bilhões.[26] São mais de 700 empresas de grande, médio e pequeno porte que fabricam uma grande quantidade da produção brasileira de motocicletas, televisores, monitores para computadores, cinescópios, telefones celulares, aparelhos de som, DVDs players, relógios de pulso, aparelhos de refrigeração, bicicletas, produtos químicos e bebidas sem álcool.[15]
- Coari: quarta maior economia do estado, a maior parte da economia provém da extração de petróleo e gás natural, que ocorre no campo de Urucu, sendo esta unidade a maior em extração terrestre existente atualmente no Brasil. Atravessa o estado com o gasoduto de 663,2 km que liga Urucu até a capital, onde ocorre o processamento e distribuição a partir da Reman (Refinaria de Manaus).[20]
- Parintins: a indústria na cidade é composta basicamente por micro e pequenas nos setores de madeireira, alimentos, gráfica, naval, oleira, química e vestuário.

## Setor terciário
O setor terciário em geral responde pela metade do PIB do Amazonas. Em 2018 as áreas de comércio, bens e prestação de serviços foram responsáveis por 49,9% da economia amazonense, sendo o setor mais importante na economia do estado.
O Amazonas mescla uma combinação de modernidade e conservação da natureza, dispondo de arrojados espaços culturais, shopping centers, excelente rede hoteleira, restaurantes de categoria internacional, rede de ensino diversificada, parques ecológicos, hotéis de selva e espaços de integração social, que asseguram qualidade de vida e bem-estar à população. O estado conta ainda com diversas opções de turismo que vão da visita de cavernas e cachoeiras, a prática do arvorismo, pesca esportiva, festivais folclóricos e patrimônios históricos. Existem na capital do estado feiras que promovem o potencial econômico da região, incluindo produtos industrializados de ponta e regionais, feitos com base em matérias-primas locais e importadas.

## PIB por municípios em 2016
Em negrito, estão os municípios que integram a Região Metropolitana de Manaus, que produzia 86% do PIB de todo o estado em 2016.
| Posição | Posição | Município                 | Região Intermediária       | PIB (R$ 1.000) | Per Capita |
| Em 2016 | Em 2015 | Município                 | Região Intermediária       | PIB (R$ 1.000) | Per Capita |
| ------- | ------- | ------------------------- | -------------------------- | -------------- | ---------- |
| 1       | (0)     | Manaus                    | Intermediária de Manaus    | 70.296.364     | 33.564     |
| 2       | (1)     | Itacoatiara               | Intermediária de Parintins | 2.054.830      | 20.861     |
| 3       | (1)     | Manacapuru                | Intermediária de Manaus    | 1.241.891      | 13.027     |
| 4       | (2)     | Coari                     | Intermediária de Manaus    | 1.134.798      | 13.521     |
| 5       | (0)     | Parintins                 | Intermediária de Parintins | 1.024.890      | 9.093      |
| 6       | (2)     | Tefé                      | Intermediária de Tefé      | 650.319        | 10.450     |
| 7       | (1)     | Codajás                   | Intermediária de Manaus    | 648.090        | 23.737     |
| 8       | (1)     | Iranduba                  | Intermediária de Manaus    | 636.014        | 13.618     |
| 9       | (3)     | Presidente Figueiredo     | Intermediária de Manaus    | 546.209        | 16.207     |
| 10      | (1)     | Humaitá                   | Intermediária de Lábrea    | 493.744        | 9.431      |
| 11      | (1)     | Manicoré                  | Intermediária de Lábrea    | 477.439        | 8.860      |
| 12      | (0)     | Rio Preto da Eva          | Intermediária de Manaus    | 445.164        | 14.234     |
| 13      | (1)     | Lábrea                    | Intermediária de Lábrea    | 433.736        | 9.842      |
| 14      | (1)     | Tabatinga                 | Intermediária de Tefé      | 414.692        | 6.651      |
| 15      | (1)     | Maués                     | Intermediária de Parintins | 396.078        | 6.481      |
| 16      | (3)     | Eirunepé                  | Intermediária de Tefé      | 391.606        | 11.364     |
| 17      | (1)     | Boca do Acre              | Intermediária de Lábrea    | 308.465        | 9.115      |
| 18      | (1)     | Urucará                   | Intermediária de Parintins | 296.567        | 17.379     |
| 19      | (0)     | Careiro da Várzea         | Intermediária de Manaus    | 295.105        | 10.321     |
| 20      | (1)     | Autazes                   | Intermediária de Manaus    | 287.717        | 7.621      |
| 21      | (1)     | São Gabriel da Cachoeira  | Intermediária de Manaus    | 271.073        | 6.184      |
| 22      | (3)     | Benjamin Constant         | Intermediária de Tefé      | 266.870        | 6.603      |
| 23      | (1)     | Borba                     | Intermediária de Manaus    | 265.443        | 6.655      |
| 24      | (1)     | Carauari                  | Intermediária de Tefé      | 263.441        | 9.371      |
| 25      | (1)     | Manaquiri                 | Intermediária de Manaus    | 249.818        | 8.518      |
| 26      | (3)     | Careiro                   | Intermediária de Manaus    | 241.608        | 6.544      |
| 27      | (1)     | Barreirinha               | Intermediária de Parintins | 219.595        | 7.060      |
| 28      | (1)     | Tapauá                    | Intermediária de Lábrea    | 216.816        | 12.019     |
| 29      | (2)     | Nova Olinda do Norte      | Intermediária de Manaus    | 209.842        | 5.862      |
| 30      | (2)     | São Paulo de Olivença     | Intermediária de Tefé      | 205.182        | 5.501      |
| 31      | (1)     | Jutaí                     | Intermediária de Tefé      | 198.021        | 12.223     |
| 32      | (4)     | Apuí                      | Intermediária de Lábrea    | 185.275        | 8.810      |
| 33      | (2)     | Anori                     | Intermediária de Manaus    | 154.516        | 8.972      |
| 34      | (8)     | Uarini                    | Intermediária de Tefé      | 175.838        | 13.245     |
| 35      | (4)     | Atalaia do Norte          | Intermediária de Tefé      | 168.978        | 9.085      |
| 36      | (3)     | Novo Aripuanã             | Intermediária de Lábrea    | 167.040        | 6.758      |
| 37      | (1)     | Santo Antônio do Içá      | Intermediária de Tefé      | 161.023        | 6.888      |
| 38      | (1)     | Barcelos                  | Intermediária de Manaus    | 157.193        | 5.698      |
| 39      | (4)     | Fonte Boa                 | Intermediária de Tefé      | 149.829        | 7.418      |
| 40      | (13)    | Alvarães                  | Intermediária de Tefé      | 147.946        | 9.406      |
| 41      | (0)     | Caapiranga                | Intermediária de Manaus    | 145.493        | 11.527     |
| 42      | (4)     | Maraã                     | Intermediária de Tefé      | 144.220        | 7.805      |
| 43      | (0)     | Envira                    | Intermediária de Tefé      | 142.594        | 7.449      |
| 44      | (4)     | Pauini                    | Intermediária de Lábrea    | 140.830        | 7.226      |
| 45      | (0)     | Nhamundá                  | Intermediária de Parintins | 133.331        | 6.462      |
| 46      | (10)    | Santa Isabel do Rio Negro | Intermediária de Manaus    | 128.353        | 5.558      |
| 47      | (0)     | Ipixuna                   | Intermediária de Tefé      | 125.078        | 4.534      |
| 48      | (2)     | Urucurituba               | Intermediária de Parintins | 121.982        | 5.634      |
| 49      | (5)     | Beruri                    | Intermediária de Manaus    | 121.837        | 6.558      |
| 50      | (0)     | Novo Airão                | Intermediária de Manaus    | 120.587        | 6.650      |
| 51      | (2)     | Tonantins                 | Intermediária de Tefé      | 116.886        | 6.273      |
| 52      | (2)     | Boa Vista do Ramos        | Intermediária de Parintins | 110.092        | 6.089      |
| 53      | (2)     | Guajará                   | Intermediária de Tefé      | 109.928        | 6.834      |
| 54      | (5)     | Itapiranga                | Intermediária de Parintins | 100.554        | 11.123     |
| 55      | (3)     | Silves                    | Intermediária de Parintins | 97.990         | 10.713     |
| 56      | (0)     | Canutama                  | Intermediária de Lábrea    | 97.250         | 6.351      |
| 57      | (1)     | Anamã                     | Intermediária de Manaus    | 95.318         | 7.533      |
| 58      | (1)     | São Sebastião do Uatumã   | Intermediária de Parintins | 94.782         | 7.233      |
| 59      | (4)     | Juruá                     | Intermediária de Tefé      | 88.753         | 6.535      |
| 60      | (0)     | Itamarati                 | Intermediária de Tefé      | 84.143         | 10.320     |
| 61      | (0)     | Amaturá                   | Intermediária de Tefé      | 66.232         | 5.995      |
| 62      | (0)     | Japurá                    | Intermediária de Tefé      | 59.189         | 12.701     |

## Dados
- Acima de 1 bilhão: 5 municípios
- Entre 300 milhões e 1 bilhão: 12 municípios
- Entre 200 milhões e 300 milhões: 13 municípios
- Entre 100 milhões e 200 milhões: 24 municípios
- Menos de 100 milhões: 8 municípios